# Julio Aparicio Díaz
Julio Aparicio Díaz (* 4. Januar 1969 in Sevilla) ist ein ehemaliger spanischer Torero. Er trat meist unter dem Künstlernamen Julito auf und zählte zu den besten spanischen Matadoren der Gegenwart.

## Karriere

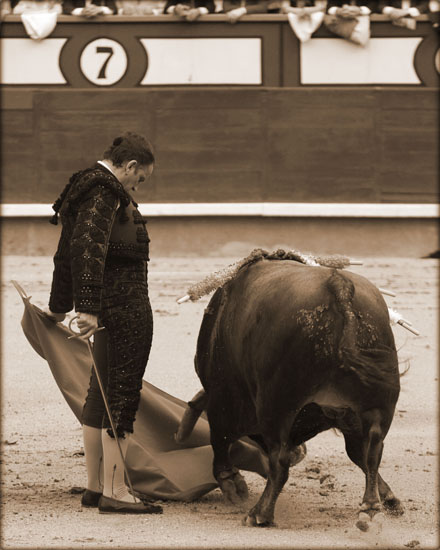
Julito in der berühmten Madrider Stierkampfarena Las Ventas

Bereits Julitos Großvater, Julio Aparicio Nieto, war als Torero tätig und führte auch seinen Sohn, Julio Aparicio Martínez (* 1932), in das Leben eines Matadors ein. Nachdem dieser ab dem Jahre 1950 an seinen ersten Stierkämpfen teilgenommen hatte, beendete er seine Laufbahn im Jahre 1969, im Geburtsjahr seines Sohnes. Mit fortgeschrittenem Alter bekam Julito im Jahre 1987 selbst die Chance sich in der Arena zu beweisen. So kam er am 8. Februar 1987 in der Stierkampfarena von Gandia in der Region Valencia zu seinem Debüt als Novillero, also einem noch unerfahrenen Kämpfer, der sein Können zuerst an Jungstieren, sogenannten Novillos, testet. Bei seinem Debüt stand er an der Seite der bereits erfahreneren Toreros Fernando Lozano und Gregorio de Jesús. Am 15. April 1990 feierte Julito seine Alternativa, die offizielle Ernennung zu einem Matador. Der berühmte Matador Curro Romero erhob ihn dabei in den Stand eines professionellen Matadors.
Laut Statuten muss die Ernennung zu einem Matador in einer Corrida, der spanische Name für den Stierkampf, in der Arena Las Ventas in der Hauptstadt Madrid stattfinden. Bis zu dieser Bestätigung dauerte es allerdings über vier Jahre. Erst am 10. Mai 1994 folgte schließlich der Kampf in Madrid, der ihn zu einem wahren Matador machte. Sein Pate war bei dieser Auszeichnung der bekannte spanische Matador José Ortega Cano, Ehegatte der 2006 verstorbenen spanischen Sängerin und Schauspielerin Rocío Jurado. Außerdem war der fünf Jahre jüngere Jesulín de Ubrique ebenfalls bei dieser Zeremonie als Zeuge anwesend. Rund sechs Monate später holte er sich seine Bestätigung am 13. November 1994 auch in Mexiko. Sein Pate war hierbei Jorge Gutiérrez, der von Manolo Mejía als Zeuge begleitet wurde.
Bis zum Jahre 2007 nahm er an 28 Paseíllo teil und schnitt 46 Stierohren und drei Stierschwänze als eigene Belohnung ab. Ab dem Jahre 2008 fand Julito wieder den Weg an die Spitze und galt seitdem wieder als einer der besten Matadore Spaniens.
Am 29. Mai 2012 trat er nach einem für ihn enttäuschenden Abend in Las Ventas zurück.

## Unfall im Mai 2010
Am 21. Mai 2010 ereignete sich in der Arena Las Ventas zu Madrid ein für Julio Aparicio folgenschwerer Unfall. Bei einem Kampf mit einem 530 Kilogramm schweren Stier rutschte der 41-Jährige aus und war nicht mehr imstande, rechtzeitig aufzustehen. Der Stier Opíparo rammte ihm sein rechtes Horn in den Unterkiefer, das die Zunge durchbohrte und durch den geöffneten Mund des Matadors wieder herausragte. Neben zertrümmertem Unterkiefer und durchbohrter Zunge wurde bei dem Unfall auch Aparicios Oberkiefer gebrochen. Nachdem seine Verletzung kurzzeitig als lebensgefährlich bezeichnet wurde, konnte Aparicio nach einer sechsstündigen Notoperation gerettet werden. Am Tag vor dem Unfall war Julito noch bei einem Stierkampf im Amphitheater von Nîmes im Einsatz. Sein Comeback konnte er weniger als drei Monate nach der Verletzung begehen.
Nur knapp einen Monat zuvor hatte ein Stier den linken Oberschenkel von José Tomás verletzt, einem weiteren Stierkämpfer, der zu den besten der Gegenwart zählt.
Julitos letzter Agent und Betreuer war der Franzose Simón Casas, der selbst einmal als Matador aktiv war.